# Nunet

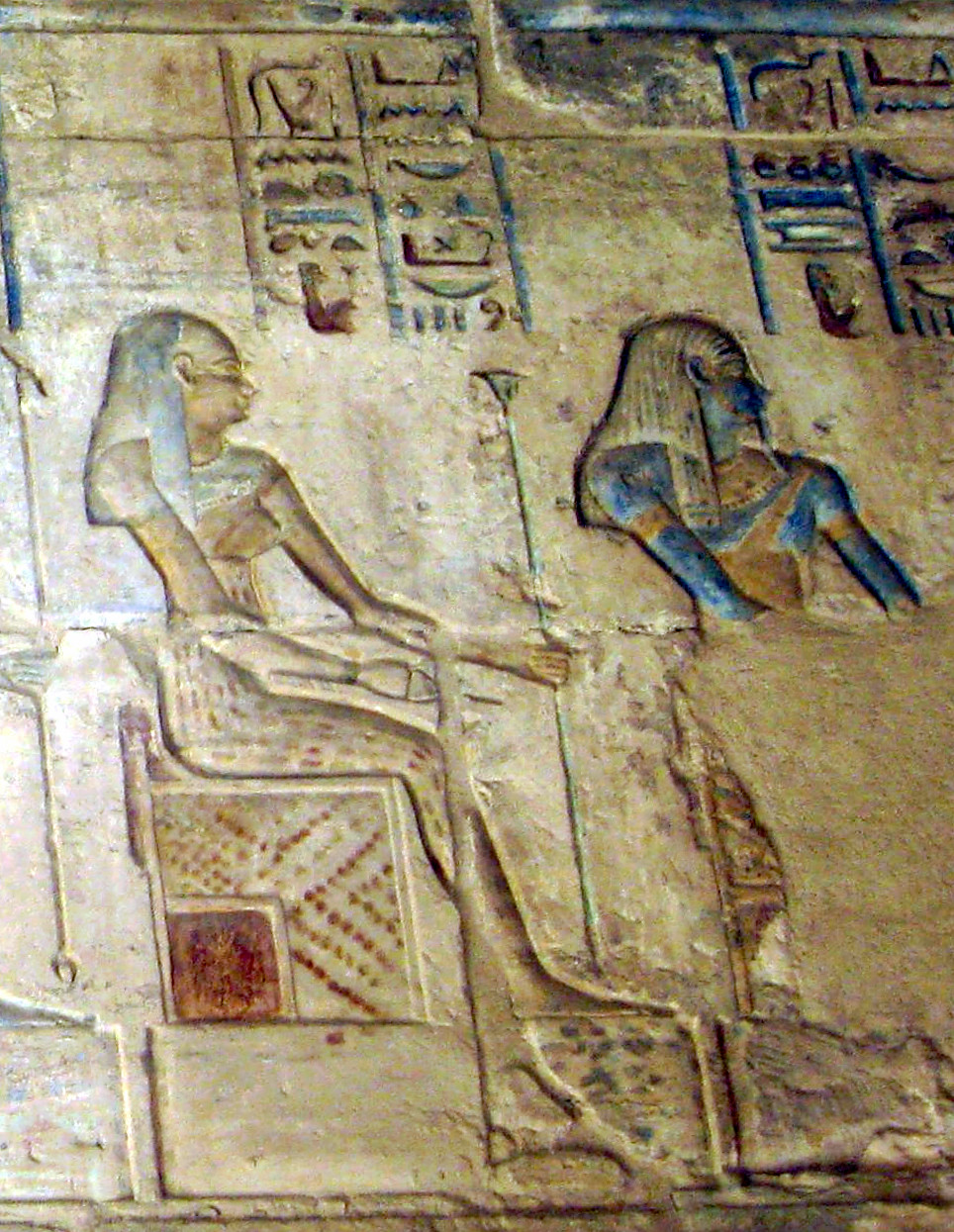
Nun y Nunet.

Nunet o Naunet, en la mitología egipcia, es la diosa o tanque forma con el dios Nun, su doble, la primera de las cuatro parejas, las primeras aguas, el Océano primordial de la Ogdóada de Hermópolis.
Cuando el Nilo se desbordaba en las marismas del delta y luego se retiraba, aparecían ranas y serpientes, por lo que a las primeras se las identificaba con la forma de las cuatro divinidades masculinas de la Ogdóada y a las segundas con las femeninas. Por eso, a Nunet se la suele representar por una mujer con cabeza de serpiente, presidiendo, con su pareja Nun el caos acuoso.
Junto con Nun, es el elemento del que surgió toda vida, el principio de la luz, divino formador del mundo. Es el lugar de donde sale por sí mismo el gran dios Amón-Ra. 
También, en la piedra de Shabako, donde  está grabada la cosmogonía menfita, aparece relacionada con Ptah como dios supremo, creador del mundo y de los otros dioses según la estrofa primera:
Los dioses que vinieron a la existencia de Ptah...
Ptah sobre el Gran Trono...quien creó a los dioses
Ptah-Nun, el padre que engendró a Atum...
Ptah-Nunet, la madre que dio a luz a Atum...
Ptah, el Grande, que es el corazón y la lengua de la Enéada...
| N35 | M22 | M22 | X1 | N1 |

| N35 | M22 | M22 | X1 | N1 |

| N35 · O49 | N1 · X1 · H8 | B7 |

| N35 · O49 | N1 · X1 · H8 | B7 |

| W24 · W24 · W24 · N1 | N35A | X1 · O49 |

| W24 · W24 · W24 · N1 | N35A | X1 · O49 |